# 올뮤직
올뮤직(AllMusic, 과거에는 All Music Guide 또는 AMG로 알려짐)은 미국의 온라인 음악 데이터베이스이다. 3백만 장 이상의 음반과 3천만 곡 이상의 트랙에 대한 카탈로그 뿐만 아니라 음악가 및 밴드에 대한 정보도 제공한다. 1991년에 처음 시작되어 1994년부터는 인터넷에 데이터베이스 내용을 제공했다.

## 역사
올뮤직은 "강박적인 기록자 겸 점성술사, 불교학자 겸 음악가" 마이클 얼와인이 발족했다. 그는 1970년대 중반, 점성술 작업에 컴퓨터를 활용하는 것에 흥미를 가지게 되었고, 1977년에는 소프트웨어 회사 매트릭스를 창설한다. 비닐 음반을 CD가 대체하던 1990년대 초, 얼와인은 리틀 리처드의 초기 녹음을 담은 CD를 구매했다. 그러나, 뚜껑을 열고보니 "별 거 없는 현대판 재탕(flaccid latter-day rehash)"임을 알았다. 레이블링에 대한 불만에, 그는 메타데이터를 사용해 음악 가이드를 제작하는 법을 강구했다. 1990년 미시간주 빅 래피즈에서 올 뮤직 가이드를 설립했는데, "레코드 업계가 처음 태동하게 된 엔리코 카루소로부터의" 모든 음원을 망라하는, 개방형 데이터베이스를 축적할 목적을 표방했다.
1992년에 나온 《올 뮤직 가이드》의 초판은 CD-ROM에 담긴 1,200쪽에 달하는 참고서로서, 그 제목은 《All Music Guide: The Best CDs, Albums & Tapes: The Expert's Guide to the Best Releases from Thousands of Artists in All Types of Music》였다. 1994년에 텍스트 기반의 고퍼 사이트로 첫 온라인 버전이 나왔다. 이후 사용자들이 웹 브라우저에 친숙해짐에 따라 월드 와이드 웹으로 이전했다.
얼와인은 올 뮤직 가이드의 얼개 설계를 데이터베이스 엔지니어로 고용한 블라디미르 보그다노브에게 위임했다. 편집 콘텐츠를 채우기 위해 자기 조카인 작가 스티븐 토마스 얼와인을 고용했다. 1993년 크리스 우드스트라가 엔지니어 성원으로 합류했다. 그는 격주간지 및 팬잡지에서 기고하던 "음반 덕후"였으며, 주효한 입사 자격은 "음악에 대한 백과사전적 지식"이었다. 개설된 1,400종의 음악 하위장르 항목은, 곧 사이트의 핵심적인 유용성으로 자리잡았다. 2016년 《티디움》 기사에서, 어니 스미스는 "올뮤직은 초기 인터넷 시대에서 가장 야망찬 사이트였을 것이다. 그리고, 이제 우리가 대중문화를 이해하는 데 있어 필수적이다. 한갓 비평과 음반을 좇았기 때문이 아니고, 스타일, 장르, 하위장르를 좇았던 까닭이다. 음악의 분위기, 음악 판매 플랫폼을 소개한 덕도 있다. 그다음, 데이터를 서로 동여맴으로써, 클래식 같은 대장르나, 새드코어 같은 소장르를 불문하고, 어느 정도 지적으로 공히 음악유형을 전달하는 것이 가능해졌다."고 적었다.
1996년 웹 기반 사업을 더 깊이 진출시키기 위해, 얼라이언스 엔터테인먼트가 얼와인에게 대략 350만 달러를 주고 매입했다. 그는 회사를 매각한 뒤에 사임했다. 얼라이언스는 1999년 부도 신청을 하고, 그 자산은 유카이파 이퀄리티 펀드의 론 버클이 획득했다.
1999년 올뮤직은 빅 래피즈에서 앤 애버로 이전했고, 사원도 12명에서 100명으로 늘어났다. 그해 2월경에는 350,000장의 음반과 2백만 곡의 트랙이 등록돼 있었다. 올뮤직은 "역사가, 평론가, 열성적인 수집가들"이 작성한 30,000명의 아티스트 전기, 120,000장의 음반 비평, 300편의 수필을 주비했다.
2007년 말엽 티보 코퍼레이션이 7,200만 달러에 인수했다. 2015년 블링크X(이후 리듬원으로 사명 변경)가 인수했다.
데이터베이스는 MySQL과 MongoDB를 조합하여 사용하고 있다.

## 올 뮤직 가이드 시리즈
올 미디어 네트워크는 올 뮤직 가이드 시리즈를 편찬하고 있다. 《올뮤직 가이드 투 록》, 《올 뮤직 가이드 투 재즈》, 《올 뮤직 가이드 투 더 블루스》가 대표적이다. 블라디미르 보그다노브가 이 시리즈의 회장이다.

## 평가
2007년 8월 《PC 매거진》은 "톱 100 클래식 웹사이트"에 올뮤직을 꼽았다.

## 콘텐츠
- 기본 데이터: 이름, 장르, 제작진 정보, 저작권 정보, 제품 번호
- 서술적 콘텐츠: 스타일, 톤, 무드, 테마, 국적
- 관계형 콘텐츠: 비슷한 아티스트 및 음반, 영향력
- 사설적 콘텐츠: 일대기, 리뷰, 랭킹

## 같이 보기
- 올 미디어 네트워크
  - 올게임
  - 올무비
  - 사이드릴
  - 《올 뮤직 가이드 투 더 블루스》
  - 《올 뮤직 가이드 투 재즈》
  - 스티븐 토마스 얼와인